# Leopoldo Sánchez Grunert
Leopoldo Sánchez Grunert (* 20 de octubre de 1949 -) es un médico veterinario y político chileno. Fue SEREMI de Agricultura (XI región), director del SAG, diputado PPD por Aysén entre 1998 y 2006, y director del Instituto de Investigaciones Agropecuarias de Chile hasta 2007-2010.
Actualmente es Decano de la Facultad de Ciencias Agropecuarias de la Universidad Pedro de Valdivia.

## Formación y cargos administrativos
Realizó sus estudios primarios en la Escuela n.° 18, y los secundarios en el Liceo Abdón Cifuentes N.° 12. Posteriormente, entre 1969 y 1975 estudió medicina veterinaria en la Universidad de Chile, con un postgrado en Sanidad Agropecuaria.
Entre 1976 y 1981 fue jefe del Departamento del Ambiente en la Undécima Región. Luego de dejar el cargo se dedicaría a la empresa privada en la misma zona hasta 1990, cuando fue nombrado Secretario Regional Ministerial de Agricultura de la Undécima
Región.
Entre 1991 y 1996 fue director Nacional del Servicio Agrícola y Ganadero, siendo quien ha ocupado durante más tiempo ese puesto. Es en este período, en 1992, cuando comienza a militar en el Partido Por la Democracia.
En 1997 fue Agregado Agrícola de Chile en Argentina.

## Diputado
Fue diputado por el distrito n.° 59 (Aysén, Cisnes, Cochrane, Coyhaique, Chile Chico, Guaitecas, Lago Verde, O´Higgins, Río Ibáñez y Tortel) en dos períodos: 1998-2001, y 2002-2006. Integró las siguientes comisiones:
- Recursos Naturales, Bienes Nacionales y Medio Ambiente [presidente];
- Agricultura, Silvicultura y Desarrollo Rural [presidente];
- Pesca, Acuicultura e Intereses Marítimos;
- Especial sobre Actuaciones de Funcionarios Públicos en Caso Matute Johns;
- Especial sobre Zonas Extremas del País;
- Investigadora sobre tala ilegal del Alerce;
- Investigadora sobre irregularidades en Servicio de Aduanas de Los Andes.

En 2005, debido a que el PPD cedió su cupo al actual parlamentario René Alinco, Sánchez repostula como diputado pero por el distrito de Las Condes, no resultando electo.

## Director del INIA
El 28 de febrero de 2007, Sánchez fue nombrado director del Instituto de Investigaciones Agropecuarias en reemplazo de Jorge de la Fuente, destituido por el ministro de agricultura Álvaro Rojas por irregularidades.

## Historial electoral

### Elecciones Parlamentarias 1997
- Elecciones parlamentarias de 1997, a diputado por el distrito 59 Aysén, Cisnes, Chile Chico, Cochrane, Coyhaique, Guaitecas, Lago Verde, O'Higgins, Río Ibáñez y Tortel, Región de Aysén.[2]

### Elecciones Parlamentarias 2001
- Elecciones parlamentarias de 2001, a diputado por el distrito 59  Aysén, Cisnes, Chile Chico, Cochrane, Coyhaique, Guaitecas, Lago Verde, O'Higgins, Río Ibáñez y Tortel, Región de Aysén.[3]

### Elecciones Parlamentarias 2005
- Elecciones parlamentarias de 2005, a diputado por el distrito 23 (Las Condes, Vitacura y Lo Barnechea), Región Metropolitana[4]